# Via verda (espai natural)
|  | Aquest article tracta sobre Via verda (espai natural). Si cerqueu antics traçats ferroviaris adaptats per anar en bici, a peu i a cavall, vegeu «Via Verda». |

Les vies verdes són el conjunt d'espais naturals de caràcter lineal, similars als cinturons verds, que fan de connectors biològics entre els espais naturals, imprescindibles per tal que aquests no queden aïllats i que garanteixen la continuïtat territorial de les poblacions biològiques, a més de separar els espais urbans.
Aquestes vies verdes, ecològiques, solen ser àrees de molt d'interès per poder consolidar les planes, espais lliures de tipus agrícola i boscos. Els espais naturals, aïllats, no contenen tots els valors ecològics necessaris. Hi ha molta relació entre el bosc i la plana, ja que moltes espècies animals viuen a cavall dels dos espais, tot cercant refugi en un, menjar en l'altre, i es relacionen amb altres espècies fent molt complex el territori del seu assentament.
Una de les vies verdes, dins l'àrea metropolitana de Barcelona, que està rebent moltes agressions a conseqüència de l'increment desmesurat de la urbanització dels municipis i per les infraestructures viàries és la Via Verda de Sant Llorenç a Collserola.